# The Hottest State
Pour plus de détails, voir Fiche technique et Distribution.
The Hottest State est un film américain d'Ethan Hawke sorti en 2007 aux États-Unis. Il s'agit de l'adaptation de son propre roman.

## Synopsis
Un jeune acteur texan tente sa chance à New York et parallèlement entretient une relation avec une charmante auteur-compositrice.
Lors d'une soirée, William, un jeune acteur volage, rencontre Sarah, une musicienne jolie et talentueuse. Mais si le coup de foudre est au rendez-vous, William va aussi connaître, au fur et à mesure de son histoire d'amour, le désespoir d'une passion trop intense...

## Fiche technique
- Réalisation : Ethan Hawke
- Scénario : Ethan Hawke, d'après son roman
- Musique : Jesse Harris
- Producteurs : Alexis Alexanian, Yukie Kito
- Coproducteurs : Sheila Jaffe, Jonathan Shoemaker
- Producteurs exécutifs: Yasushi Kotani, Taizo Son
- Image : Chris Norr
- Montage : Adriana Pacheco
- Distribution des rôles : Sheila Jaffe
- Création des décors : Rick Butler
- Décorateur de plateau : Lisa Scoppa
- Création des costumes : Catherine Marie Thomas
- Date de tournage : janvier 2006 - ??
- Genre : Drame, romance, film musical
- Pays :  États-Unis
- Langue : anglais
- Année : 2006
- Durée : 117 min
- Date de sortie en salle : 2 septembre 2006 (Festival de Venise); 20 mai 2007 (France, Cannes Film Market); 24 août 2007 (États-Unis)

## Distribution

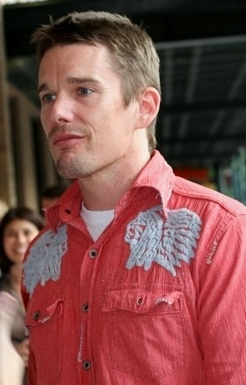
Le réalisateur et acteur Ethan Hawke à une présentation du film au Austin Texas Film Festival 2007.

- Mark Webber : William Harding
- Catalina Sandino Moreno : Sarah
- Sonia Braga : Mme Garcia
- Ethan Hawke : Vince
- Laura Linney : Jesse
- Michelle Williams : Samantha
- Alexandra Daddario : Kim
- Frank Whaley : Harris
- Josh Zuckerman: Decker

## Autour du film
- Deuxième réalisation d'Ethan Hawke, qui adapte son propre roman paru en 1997.
- Ethan Hawke retrouve Laura Linney, qu'il a connue au théâtre.